# Juan Del Granado
Juan Fernando del Granado Cosío (Cochabamba, Bolivia; 26 de marzo de 1953) es un abogado y político boliviano, más conocido como "Juan sin miedo", fue 
uno de los principales aliados al gobierno del presidente Evo Morales, luego pasó a la oposición y fue candidato a la Presidencia del Estado de cara a las elecciones de octubre de 2014.Desempeñó el cargo de alcalde la ciudad de La Paz, al haber sido electo durante dos periodos, en las elecciones de 1999 y las elecciones de 2004.

## Carrera en materia de derechos humanos
Del Granado llevó adelante el primer caso de América Latina de un procesamiento exitoso en una causa penal y ante un tribunal ordinario de un exdictador por delitos cometidos durante su régimen de facto, en el que del Granado desafió todo tipo de amenazas de muerte, a tal grado que el pueblo le aplicó el sobrenombre de "Juan sin miedo". Luchó como abogado unos 14 años para procesar al "narcodictador" Luis García Meza Tejada, y a sus principales colaboradores, por delitos económicos, genocidio y violación a los derechos humanos cometidos durante el gobierno de facto de 13 meses entre 1980 y 1981; el golpe militar del 17 de julio de 1980, el más cruento en la historia de Bolivia, en un operativo con apoyo de paramilitares dirigidos por el ex nazi alemán Klaus Barbie, apodado el "carnicero de Lyon". Logró en 1993 ante la Corte Suprema de Justicia de Bolivia una histórica condena a 30 años de cárcel sin derecho a indulto, que el hombre más poderoso de la "narcodictadura" militar cumplió en la cárcel de máxima seguridad de Chonchocoro, construida en el altiplano a unos 30 kilómetros al oeste de La Paz. Este procesamiento supuso el punto de partida en la consolidación de la democracia y para evitar que se repitan las violaciones sistemáticas de los derechos humanos perpetradas por los gobiernos dictatoriales.
A partir de 1993, como legislador y presidente de las comisiones de Derechos Humanos y de Constitución de la Cámara de Diputados de Bolivia, del Granado fue promotor de reformas  en materia de justicia y de derechos humanos, entre ellas, la creación del Consejo de la Judicatura, del Tribunal Constitucional y de la Defensoría del Pueblo.

## Gestión como alcalde de La Paz

### Primera gestión
Fue elegido en 1999 como alcalde del municipio de La Paz, a través de una campaña que buscaba desterrar la  corrupción en la administración de la Alcaldía de La Paz, bajo el lema "Estamos cabreados".  

### Segunda gestión
Del Granado fue reelecto en noviembre de 2004 para un nuevo mandato de cinco años,  coincidente con el inicio del gobierno de Evo Morales. Fue su aliado desde la alcaldía de La Paz, por las coincidencias ideológicas que existían entre el llamado "Proceso de Cambio" y la política implementada en el municipio de La Paz. 
La convocatoria de elecciones municipales a principios de 2010 determinó una abrupta ruptura de la alianza, y la presentación de candidatos propios por parte del MSM, el hasta entonces concejal Luis Revilla, fue presentado como candidato ante Elizabeth Salgueiro, la candidata del Movimiento al Socialismo, ante quien obtuvo también una importante victoria.. 

### Proyectos
Las virtudes de la gestión de Juan del Granado, lograron posicionar institucionalmente al municipio de La Paz, como un referente a nivel nacional y nivel latinoamericano, tanto así que muchos alcaldes y gobiernos municipales, replicaron muchas de las medidas y políticas que implementó. Su gestión se caracterizó por el impulso de una política de cultura ciudadana, destinada a cambiar la ciudad desde la gente, con campañas de concientización vial, urbana y de valores de convivencia cívica como el programa de educadores viales: Cebras.
Entre sus proyectos más importantes, destacan la recuperación del centro paceño con el programa "Revive el Centro", mediante el cual se transformó la imagen de muchas de las calles céntricas, se reordenó al sector gremial mediante la construcción de grandes y modernos mercados populares, tales como el Mercado Camacho y el Mercado Lanza, así como el mejoramiento e implementación de una gran cantidad de áreas verdes, otro de sus proyectos estrella fue denominado "Parque Urbano Central de La Paz"; esto le valió el sobrenombre de "Alcalde jardinero". Entre las obras de infraestructura, destaca la construcción de los puentes Trillizos de La Paz, que integran las laderas este y oeste con el centro paceño.

## Protagonismo político
Fue jefe del opositor Movimiento sin Miedo (MSM), partido fundado por del Granado y otro puñado de líderes de la izquierda boliviana en marzo de 1999, tras escindirse del socialdemócrata Movimiento de Izquierda Revolucionaria (MIR) del expresidente Jaime Paz Zamora, que se había acercado al partido del general Hugo Banzer Suárez en un "pacto por la democracia". 
Como resultado de la derrota electoral el año 2014, Juan del Granado renunció como presidente del MSM y anunció su retiro de la actividad política en un comunicado público, encomendando la consolidación de una alternativa política de izquierda, a las nuevas generaciones de líderes bolivianos.

## Vida personal
Del Granado es sobrino del poeta boliviano Javier del Granado, y casado con la también política  Miriam Marcela Revollo Quiroga.